# Multimèdia
Multimèdia és un sistema que utilitza més d'un mitjà de comunicació al mateix temps en la presentació de la informació, com el text, la imatge, l'animació, el vídeo o el so. Podem qualificar de multimèdia, a més a més, els mitjans, electrònics o d'altra mena, que permetin presentar i emmagatzemar contingut multimèdia. El concepte de multimèdia interactiu fa referència a quan l'usuari té control sobre la presentació del contingut, és a dir, llibertat d'escollir què vol veure i quan ho vol veure. La presentació lineal, en canvi, obliga l'usuari a visualitzar els continguts de manera preestablerta. Quan s'utilitza el terme en l'àmbit de la informàtica, es refereix a l'ús del programari i maquinari per emmagatzemar i presentar continguts, generalment combinant text, imatges fixes, so i vídeo. Aquestes darreres aplicacions tecnològiques són les que realment han fet popular aquest terme.

## Història
Es considera que el multimèdia és tan antic com la comunicació humana, ja que en una conversa normal l'expressió és tant vocal (so) com gestual (imatge).
Això no obstant, el concepte multimèdia modern té el seu germen el 1945 quan l'enginyer i científic nord-americà Vannevar Bush, a l'article «As we may think», va proposar que els ordinadors s'utilitzessin com a suport del treball intel·lectual. Aquesta era una idea innovadora en una època on hom considerava els ordinadors com a caríssimes màquines per a fer càlculs. Arran d'això, Bush va dissenyar una màquina coneguda amb el nom de Memex ("Memory Extension") que permetria registrar, consultar i manipular associativament idees i esdeveniments acumulats de la cultura. Malgrat tot, en aquell moment aquesta concepció no era factible de construir per raons tecnològiques i eventualment va ser oblidada. Encara que mai es va fer la màquina ideada per Bush, posseïa totes les característiques ara associades amb el treball multimèdia.
Als anys 60, amb l'auge de les aplicacions multimèdia per a ordinador aquest terme va entrar a formar part del llenguatge habitual de la societat. S'ha constatat que, quan un programa d'ordinador, un document o una presentació combina adequadament els mitjans, es millora notablement l'atenció, la comprensió i l'aprenentatge, ja que s'acosta una mica més a la manera habitual en què els éssers humans es comuniquen, quan empren diversos sentits per a comprendre un mateix objecte o concepte.
La utilització de tècniques multimèdia va permetre el desenvolupament de l'hipertext, una manera de lligar temes mitjançant paraules en els textos permetent l'accés a temes d'interès específic en un o diversos documents sense haver de llegir-los completament fent clic amb el ratolí en les paraules remarcades (subratllades o d'un color diferent) relacionades amb allò que el lector cerca. El programa mostra immediatament en la pantalla altres documents que contenen el text relacionat amb la paraula seleccionada. Fins i tot, es poden posar marques de posició ("bookmarks") que permetin posteriorment refer de forma senzilla l'itinerari de la cerca. Així es controla l'ordre de lectura i l'aparició de les dades en la pantalla, d'una manera més semblant a la manera humana de relacionar pensaments, en la qual el cervell va responent per lliure associació d'idees, i no seguint un fil únic i lineal.
Però la vinculació interactiva no es limita a textos solament. També es pot interaccionar amb sons, animacions i serveis d'Internet relacionats amb el tema que s'està tractant, la qual cosa ha donat origen a un nou concepte: Hipermèdia, resultat de la fusió dels conceptes hipertext i multimèdia. Els sistemes d'hipermèdia poden entendre's com a organització d'informació textual, gràfica i sonora a través de vincles que creen associacions entre informació relacionada dintre del sistema.
Actualment aquests termes es confonen i identifiquen entre si, de tal forma que en anomenar un dels conceptes anteriors (hipermèdia, hipertext o multimèdia) de forma instintiva i gairebé automàtica es pensa en els altres dos. Fruit d'aquesta interrelació d'idees i donades suport per noves necessitats de treball apareixen una sèrie d'eines ofimàtiques orientades ja no com processadors de textos, sinó com processadors hipermèdia. Aquestes aplicacions combinen certes característiques de l'hipertext dintre de documents amb elements informatius molt diversos. L'hipermèdia, i molt especialment l'hipertext, és la base funcional i estructural de la Web (World Wide Web), la xarxa mundial d'informació més utilitzada en Internet.
El multimèdia és l'ús de diversos mitjans (i.g. text, àudio, gràfics, animació, vídeo, i interactivitat) de transport de la informació, i també es refereix a l'ús de la informàtica de crear i emmagatzemar el contingut de l'experiència multimèdia. Mentre que la informació es presenta en diversos formats, el multimèdia realça l'experiència de l'usuari i la fa més fàcil i més ràpida per a prendre la informació. La presentació de la informació en diversos formats no és res de nou, però els multimèdia impliquen generalment la presentació de la informació en diversos formats digitals.
El 1965 el terme multimèdia va ser utilitzat per a descriure "l'esclatar inevitable del Plàstic", un funcionament que va combinar música de rock, el cinema i l'art del funcionament.

## Categorització
El terme multimèdia es fa servir per a referir-se a la combinació de diverses formes per mostrar informació (text, gràfics, àudio, vídeo, animació, interactivitat) ja sigui per informar o entretenir l'audiència. Multimèdia també es refereix a l'ús de mitjans electrònics per emmagatzemar i experimentar contingut multimèdia. Aquest anglicisme és un pleonasme atès que media és el plural de medium en anglès, per tant és un plural doble.
Multimèdia pot ser dividida, a grans trets, en multimèdia lineal i no-lineal. Parlem de lineal quan l'usuari no té control sobre les accions de l'aplicació. Per exemple, una projecció cinematogràfica és cas d'aplicació multimèdia lineal. La no-lineal, d'altra banda, utilitza la interactivitat per controlar el progrés de l'aplicació com en un videojoc. Un exemple del contingut no-lineal és la hipermèdia.
Les presentacions multimèdia poden ser en directe o gravades. Les gravades, d'una banda, permeten la interactivitat a través d'un sistema de navegació. Les presentacions en directe, en canvi, permeten les interaccions amb un presentador o artista.

## Característiques
Les presentacions multimèdia poden veure’s de múltiples formes, en un escenari, projectar-se, transmetre's o reproduir-se localment en un dispositiu per mitjà d'un reproductor multimèdia. Una transmissió pot ser una presentació multimèdia en directe o gravada i utilitza tecnologia tant analògica com digital. Multimèdia digital en línia pot descarregar-se o transmetre’s en flux mitjançant streaming. La multimèdia en flux pot estar disponible en viu o per demanda.
D'altra banda, els jocs i simulacions multimèdia poden ser usats en un ambient físic amb efectes especials i múltiples usuaris connectats en una xarxa o localment amb un ordinador sense accés a la xarxa. En el mercat informàtic existeixen diversos softwares d'autoria i programació multimèdia, entre els quals podem destacar l'Adobe Director i l'Adobe Flash.
Els diferents formats de multimèdia tecnològica o digital tenen el propòsit de millorar les experiències dels usuaris. Per exemple, fer més ràpida i senzilla la transmissió d'informació o, en sector de l'entreteniment o l'art, per transcendir l'experiència comuna.
Millorar els nivells d'interactivitat és possible gràcies a la combinació de diferents formes multimèdia. La multimèdia en línia està convertint-se en una tecnologia orientada a objectes i impulsada per dades, permetent que aplicacions amb innovacions a nivell col·laboratiu i de personalització de les múltiples formes de contingut.
Exemples d'aquests s'estenen des de formes múltiples del contingut en pàgines web, com per exemple galeries de fotos que combinen tant imatges com text actualitzats per l'usuari, fins simulacions amb coeficients, esdeveniment, il·lustracions, animacions o vídeos que poden ser modificats.
En definitiva, el material multimèdia prové de la combinació de hardware, software i de tecnologies d'emmagatzematge incorporades per proporcionar un entorn multisensorial d'informació.
És un material que està evolucionant constantment i que cada dia és capaç d'introduir més elements, generats per les contínues discussions i reflexions sobre la tecnologia utilitzada. Tots els avenços tecnològics es tradueixen en la seva aplicació multimèdia corresponent. En el cas del software, es desenvolupen sistemes d'hipertext i hipermèdia, sistemes d'autor interactiu i algoritmes de compressió. D'altra banda, en el hardware es creen avenços en el mètodes i la capacitat d'aquests per emmagatzemar. Sobre els dispositius perifèrics multimèdia, es pot dir que milloren la interacció entre l'usuari i l'ordinador per fer-la més accessible a un nombre més gran de persones.
El sistema multimèdia és un material que es caracteritza per la seva capacitat d'adaptació a les necessitats de les diferents aplicacions. Es refereix tant a l'adaptació com a la interacció dels usuaris amb aquesta.
La multimèdia es compon de diversos elements:
- Element que conformen la base d'informació hipermèdia: el node, les connexions o enllaços, la xarxa d'idees i els itineraris.
- Les vies mitjançant les quals els autors/usuaris interaccionen amb els sistemes: la interfície i el control de la navegació.
- La interacció i el control de l'usuari: interactivitat i control de l'usuari, entorn constructiu i estructures d'hipermèdia.

## Avantatges
El sistema multimèdia gaudeix d'una sèrie d'avantatges respecte altres mitjans informatius.
- Millora les interfícies basades en només text.
- Manté l'atenció i l'interès de l'usuari.
- Millora la retenció de la informació presentada. Ajuda a millorar la capacitat de comprensió i aprenentatge del beneficiari.
- La informació es mostra de forma completa i impactant, degut al desenvolupament dels diversos mitjans de comunicació, en suport digital.
- Es pot accedir a la informació les 24 hores del dia.
- Es redueixen considerablement els costos de les actualitzacions gràcies al baix cost del suport digital i a la seva flexibilitat.
- La informació és fàcilment actualitzable.
- La informació es personalitza en funció de les característiques i necessitats de l'usuari final.
- Gràcies a la interactivitat, el receptor participa activament en el procés multimèdia, tenint el control d'aquest en tot moment.
- Possibilitat d'escollir entre diverses llengües en un mateix suport.
- Té una gran capacitat d'emmagatzematge.
- Les imatges i el so tenen qualitat digital.
- La possibilitat de crear aplicacions en suports multiplataforma, ens permet arribar al major nombre d'usuaris potencials, independentment de la plataforma utilitzada.

## Ús
S'utilitza multimèdia quan les persones necessiten tenir accés a informació electrònica de qualsevol tipus. Les aplicacions multimèdia milloren les interfícies tradicionals basades únicament en text i capta l'atenció dels usuaris gràcies al seu dinamisme. La multimèdia troba el seu ús en diverses àrees.
En el negocis: el sistema multimèdia en el món dels negocis inclouen presentacions, captacions, mercadotècnia, publicitat, demostració de productes, bases de dades, catàlegs y comunicacions en xarxa. El correu de veu y la vídeo conferència es proporcionen aviat en moltes xarxes d'àrea local (LAN) o de banda ampla (WAN).
En les escoles: aquí és on, possiblement, més es necessita la multimèdia i que més canvis aportarà en l'ensenyament en els propers anys en ser un element captador d'atenció i que ajuda a millorar la capacitat d'aprendre i comprendre. En l'educació, la multimèdia s'utilitza per a produir els cursos d'aprenentatge basat en ordinador (popularment cridats CBTs) i els llibres de consulta com enciclopèdia i almanacs. En l'àmbit didàctic, podem afirmar que la tecnologia multimèdia integra les possibilitats educatives de diversos mitjans de comunicació, interconnectats a través de l'ordinador, fins al punt que el resultat final és un nou mitjà que unifica en una síntesi superior les possibilitats expressives dels mitjans originaris afegits. El multimèdia suposa, al mateix temps, obrir noves possibilitats expressives de l'ordinador que ha popularitzat amb més intensitat fins que les opcions multimèdiatiques no s'han integrat plenament.
En la llar: la majoria dels projectes multimèdia arriben als habitatges a través de les televisions o monitors amb facilitats interactives, ja sigui en televisions tradicionals o en les noves televisions d'alta definició.
En llocs públics: en hotels, estacions de tren, centres comercials, museus i botigues multimèdia estarà disponible en terminals independents o quioscs per proporcionar informació i ajuda als clients. Aquestes instal·lacions redueixen la demanda tradicional de personal i llocs d'informació. A més, afegeixen valor i poden treballar les 24 hores del dia quan l'ajuda humana no està disponible.
Realitat virtual: en multimèdia, on la tecnologia i la invenció creativa convergeixen, es troba la realitat virtual o VR. Les lents, guants especials i estranyes interfícies humanes intenten col·locar-ho dins d'una experiència semblant a la vida real. La realitat virtual necessita grans recursos de computació per ser realista. En ella, el seu ciberespai està fet de milers d'objectes geomètrics dibuixats en un espai tridimensional: quan més objectes i més punts descriguin els objectes, major serà la resolució i la seva visió serà més realista. A mesura que es moguin, cada moviment o acció requereix que l'ordinador torni a calcular la seva posició, angle, grandària i forma de tots els objectes que conformen la seva visió.

## Tipus d'informació multimèdia
Text: un text és una composició de signes codificats en un sistema d'escriptura que forma una unitat de sentit. Aquest pot ser sense formatar, formatat o lineal i hipertext. Podem trobar diferents formats de text. Alguns dels més coneguts són: TXT, RTF, DOC, DOCX, HTML, ODT
Gràfics: representacions visuals que l'ordinador pot generar que no sigui text. Amb el temps, el terme s'ha generalitzat i s'aplica a qualsevol tipus d'imatge d'ordinador. Existeixen dues tipologies de formats gràfics, els bidimensionals (PNG, GIF, JPEG, etc.) o tridimensionals (VRML, 3DS, MAX, etc.)
Imatges: són documents formats per píxels. Poden generar-se per còpia de l'entorn i tendeixen a ser fitxers pesats. Windows Bitmap, JPEG, GIF, PNG, PSD, TIFF, són alguns dels formats més comuns en fotografies.
Animació: presentació d'un nombre de gràfics per segons que genera en l'observador la sensació de moviment. El formats més corrents per animació són: GIG, SWF, PPT, etc.
Vídeo: presentació d'un nombre d'imatges per segon, que creen en l'observador la sensació de moviment. Poden ser sintetitzades o captades. AVI, MPEG, MOV, FLV són els formats de vídeo més coneguts.
So: és qualsevol fenomen que involucri la propagació en forma d'ones elàstiques audibles o quasi inaudibles, generalment a través d'un flux que estigui generant moviment vibratori d'un cos. Els formats habituals són: WAV, MP3, WMA, etc.

## Artistes multimèdia
- Jordi Colomer
- Guido Dettoni (Mansmatèria)
- Miltos Manetas (Neen)